# Réseau de bus d'Oran
Le réseau de bus d'Oran est un réseau de 175 km qui traverse la ville d'Oran et les grands quartiers de la ville de Bir El Djir, la Wilaya d'Oran possède une des plus grandes lignes de bus en Algérie.
Le prix des tickets est 20 da pour les lignes courtes et 30 da pour les lignes longues.

## Réseaux

### Lignes des bus de la ville d'Oran
| Ligne | Départ                             | Arrêt 1                                                                 | Arrét 2                         | Terminus                                         |
| ----- | ---------------------------------- | ----------------------------------------------------------------------- | ------------------------------- | ------------------------------------------------ |
| 53    | HLM/Gambetta                       | Bd. Millinium                                                           | Stade Miloud-Hadefi             | Cité 4400 Belgaid                                |
| 11    | Bd. Maata                          | Gambetta                                                                | USTO                            | Hai sabah                                        |
| 90    | Haï Sabah                          | hassian tewal                                                           | Ben Freha                       | Boufatis                                         |
| 23    | Place 1er Novembre (Place d'Armes) | El Hamri                                                                | Cité Amir Abdelkader            | Gare Routière El bahia                           |
| 6     | Bd. Maata                          | Av. Choupot                                                             | maraval (Hai El Othmania)       | Les Oliviers                                     |
| 18    | Hai Sidi El Houari                 | Av. Chakib Arslane                                                      | La Glacière                     | Yaghmouracen                                     |
| 42    | HLM/Gambetta                       | Rond-point pépinière                                                    | Douar Boujamaa                  | Hassi Bounif                                     |
| 28    | Palais des sport(m'dina jdida      | Av. Chakib Arslane                                                      | Cimitiere Ain el baidha         | Ain baidha centre                                |
| 2     | Palais des sport(m'dina jdida)     | EHU USTO                                                                | Hassi Bounif                    | Hassi Ameur                                      |
| 31    | Bd. Maata                          | Gambetta                                                                | Haï Es-Seddikia                 | Belgaid                                          |
| 32    | Place Garguenta                    | Grand terre                                                             | El barki                        | St. Remy (Hai el Amir Abdelkader)                |
| 34    | Place Valero (Bd Maata)            | INSEM + (cité Amir Abdelkader)                                          | Es Senia                        | Cité 200 Logements (Es-senia)                    |
| 37    | Place Mosquè Derb                  | Eckmuhl                                                                 | Les amandiers                   | Hai Bouamama                                     |
| 39    | Palais des sports(m'dina jdida)    | El Barki                                                                | St. Remy                        | Hai Nedjma (chetaibo)                            |
| 16    | Aïn El-baidha                      | Plateaux                                                                |                                 | Garre Férovoire d'Oran                           |
| 69    | Hai El hamri                       | El barki                                                                | St. Remy                        | Hai Nedjma (chetaibo)                            |
| 101   | Place Valero                       | Haï Es-Seddikia                                                         | Bd. Millinium                   | CNL Millinium                                    |
| 51    | Palais des sports(m'dina jdida)    | HLM/Gambetta                                                            | USTO                            | Haï Sabah                                        |
| 43    | Place roux                         | EHU USTO                                                                | Rond-point Pépinière            | Douar Boudjemaa                                  |
| H     | Hai bouamama                       | Gare El Bahia + EHU Université des sciences et de la technologie d'Oran | Hai sabah + Hai El Yasmine      | Hai Akid Lotfi + Canastel                        |
| P1    | Lycée lotfi                        | Hai Akid Lotfi                                                          | Canastel                        | Université d'Oran 2 Mohamed Ben Ahmed            |
| 102   | Palais des sports(m'dina jdida)    | Hai Es-Seddikia                                                         | Hai El Yasmine                  | Hai En-Nour                                      |
| 103   | Rond-point les castors             | Hai Es-Seddikia                                                         | Hai Akid Lotfi                  | Université d'Oran 2 Mohamed Ben Ahmed            |
| A     | Gambetta                           | El hamri                                                                | Eckmuhl (Arène de torro)        | Les amandier                                     |
| B     | Les amandiers                      | Victor Hugo (Hai Ibn Sinna)                                             | Carto                           | Hai Es-Seddikia                                  |
| C     | Palais des sports (m'dina jdida)   | Lycée Lotfi                                                             | Hai Es-Seddikia                 | Canastel                                         |
| U     | Bd. Maata                          | Cité Amir Abdelkader (Insem)                                            | Es-senia Centre                 | Clinique Kara                                    |
| 4G    | Yaghmouracen                       | El hamri                                                                | Gare USTO                       |                                                  |
| K3    | Palais des sports                  | Douar Saint-Pierre                                                      | Cite El Amel                    | El Kerma                                         |
| 79    | Oued Tlelat                        | Gare El Bahia                                                           | M'dina Jdida (Palais des sport) | Gare Ferroviaire Plateaux                        |
| H     | Hai bouamama                       | Gare El bahia + EHU USTO                                                | Hai Sabah + Hai El Yasmine      | Hai Akid Lotfi                                   |
| 03    | Plateaux                           | El hamri                                                                | Es-senia                        | Kara                                             |
| 17    | Bd. Maata                          | Eckmuhl                                                                 | Les amandiers                   | Haï Bouamama                                     |
| 41    | HLM/Gambetta                       | Rond-point pépinière                                                    | Bir El Djir                     | Sidi El Bachir                                   |
| S     | Palais des sports(m'dina jdida)    | Gare routiere El Bahia                                                  | Cité Djamel el Afghani          | Canastel + Université d'Oran 2 Mohamed Ben Ahmed |

### Lignes de la gare routière El Bahia
| Lignes | Départ                 | Arrêts                                   | Terminus                 |
| ------ | ---------------------- | ---------------------------------------- | ------------------------ |
| S      | Belgaid                | Rond-point El Morchid                    | Gare El Bahia            |
| 13     | M'dina Jdida           | Parc d'attractions El hamri              | Gare El Bahia            |
| 103    | Bir El Djir            | Hai Akid Lotfi                           | Gare El Bahia            |
| H      | Hai Bouamama           | Gare El bahia                            | Canastel (Hai El Manzah) |
| G3     | M'dina Jdida           |                                          | Gare El bahia            |
| G2     | Lycée Lotfi            | Gare El Bahia                            | Daira d'Oran             |
| G1     | 4400 Logements Belgaid | Boulvard des lions (Rond-point hasnaoui) | Gare El bahia            |

## Voir Aussi
- Tramway d'Oran
- Transports en Algérie